# Акустичний контроль
Акусти́чний контро́ль або акусти́чний неруйнівни́й контро́ль (англ. acoustic non-destructive testing) — неруйнівний контроль, що ґрунтується на застосуванні пружних коливань, які збуджуються чи виникають в об'єкті контролю.
Використання акустичного (ультразвукового) неруйнівного контролю в дефектоскопії з метою виявлення дефектів базується на поширенні пружних механічних коливань у контрольованому виробі та прийманні їх після відбиття від межі поділу (неоднорідність, тріщини) або від протилежного боку виробу (донний сигнал).
Акустичний контроль застосовують для виявлення несуцільностей у матеріалі (тріщини, раковини, пори, розшарування тощо), визначення структурного стану матеріалу, а також для розв'язання інших задач в дефектоскопії, структуроскопії, проведенні вимірювань та досліджень.
Акустичні методи неруйнівного контролю поділяються на дві підгрупи: активні та пасивні. До активних належать методи, що засновані на випроміненні акустичного сигналу (зондувального імпульсу) в об'єкт контролю (ОК), та дослідженні сигналу, що пройшов та/або відбитого сигналу. До пасивних відносять методи, що ґрунтуються на реєстрації та вивченні сигналів, утворених у результаті проходження в об'єкті контролю певних фізичних процесів (наприклад розвиток тріщини під навантаженням). Пасивні методи також називають ще методами акустичної емісії.
Активні методи у свою чергу поділяють на:
- методи проходження — використовують випромінювальний та приймальний перетворювачі, розташовані по різні боки об'єкту контролю, або контрольованої ділянки; при цьому аналізуються зміни інтенсивності сигналу, що пройшов крізь об'єкт;
- методи відбиття — ґрунтуються на реєстрації та аналізі акустичних імпульсів що відбились від несуцільностей або від границь об'єкту контролю;
- комбіновані методи — комбінація методів проходження та відбиття; аналізують акустичні сигнали, що пройшли крізь об'єкт контролю а також сигнали, що відбились від несуцільностей або від границь об'єкту контролю;
- методи власних коливань — використовують вільні або вимушені коливання об'єкту контролю, аналізуючи їх параметри (частоту, спектри коливань, згасання тощо);
- імпедансні методи — аналізують характер зміни механічного імпедансу у зоні контакту перетворювача та об'єкту контролю.

Акустичний контроль є одним з найпоширеніших методів неруйнівного контролю, та використовується для оцінки якості металевої і неметалевої продукції.